# Urška Žolnir
Urška Žolnir (Žalec, 9 oktober 1981) is een Sloveens judoka, die haar vaderland driemaal op rij vertegenwoordigde bij de Olympische Spelen: in 2004 (Athene), 2008 (Peking) en 2012 (Londen). Žolnir won in 2004 bij haar olympisch debuut de bronzen medaille in de klasse tot 63 kilogram, acht jaar later gevolgd door de gouden medaille in dezelfde gewichtsklasse in Londen. In finale van dat laatste toernooi was Žolnir te sterk voor de Chinese Xu Lili. Bij de Spelen van Peking (2008) droeg zij de Sloveense vlag tijdens de openingsceremonie.
Žolnir werkt in het leger en traint bij Judo Club Sankaku in Celje. Naast het judo doet Žolnir aan roeien en fietsen.

## Erelijst

### Olympische Spelen
- 2004 Athene, Griekenland (– 63 kg)
- 2012 Londen, Verenigd Koninkrijk (– 63 kg)

### Wereldkampioenschappen
- 2005 Caïro, Egypte (– 63 kg)
- 2011 Parijs, Frankrijk (– 63 kg)

### Europese kampioenschappen
- 2007 Belgrado, Servië (– 63 kg)
- 2008 Lissabon, Portugal (– 63 kg)
- 2009 Tbilisi, Georgië (– 63 kg)
- 2011 Istanboel, Turkije (– 63 kg)

### Middellandse Zeespelen
- 2005 Almería, Spanje (– 63 kg)
- 2009 Pescara, Italië (– 63 kg)

1992: Catherine Fleury-Vachon ·
1996: Yuko Emoto ·
2000: Séverine Vandenhende ·
2004: Ayumi Tanimoto ·
2008: Ayumi Tanimoto · 
2012: Urška Žolnir · 
2016: Tina Trstenjak · 
2020: Clarisse Agbegnenou · 
2024: Andreja Leški